# Luna (italienische Sängerin)
Luna Melis (* 15. Januar 2002 in Uta, Provinz Cagliari), meist nur Luna, ist eine italienische Popsängerin und Rapperin.

## Werdegang
Auf Vorschlag ihres Vaters nahm Luna mit acht Jahren erfolgreich an einem Gesangswettbewerb teil. 2013 ging sie in der Castingshow Io canto auf Canale 5 ins Rennen. Nach diesen frühen Erfahrungen wagte sie sich 2018 wieder ins Rampenlicht, als sie es durch die Castings zur zwölften Staffel von X Factor schaffte und dort im Finale Dritte wurde. Mit ihrem Lied Los Angeles erreichte Luna in den Singlecharts Platz sechs und wurde mit einer Platin-Schallplatte ausgezeichnet. Es folgte die Single Donna domani in Zusammenarbeit mit der Rapperin Chadia Rodríguez. 2019 eröffnete Luna ein Konzert von Rita Ora und kehrte schließlich als Moderatorin von X Factor Daily ins Fernsehen zurück.

## Diskografie
Singles

| Jahr | Titel Album | Höchstplatzierung, Gesamtwochen, AuszeichnungChartsChartplatzierungen (Jahr, Titel, Album, Platzierungen, Wochen, Auszeichnungen, Anmerkungen) | Anmerkungen        |
| Jahr | Titel Album | IT | Anmerkungen        |
| ---- | ----------- | --- | ------------------ |
| 2018 | Los Angeles | IT6 Platin · (11 Wo.)IT | Verkäufe: + 50.000 |

- Donna domani (mit Chadia Rodríguez; 2019)
- Asia (2019)
- Ansia2000 (mit Enzo Dong; 2019)

## Belege
1. ↑  Barbara Ferrara: Chi è Luna Melis, la conduttrice di X Factor Daily 2019. In: Sky Tg 24. 17. Oktober 2019, abgerufen am 14. Dezember 2019.
2. ↑  Mario Manca: Luna Melis: «Con il Daily di X Factor ritorno a casa». In: VanityFair.it. 17. Oktober 2019, abgerufen am 14. Dezember 2019 (italienisch).
3. ↑  Archivio classifiche Top Singoli. FIMI, abgerufen am 14. Dezember 2019 (italienisch).
4. ↑  Certificazioni. FIMI, abgerufen am 14. Dezember 2019 (italienisch).

| Personendaten    | Personendaten                         |
| ---------------- | ------------------------------------- |
| NAME             | Luna                                  |
| ALTERNATIVNAMEN  | Melis, Luna (vollständiger Name)      |
| KURZBESCHREIBUNG | italienische Popsängerin und Rapperin |
| GEBURTSDATUM     | 15. Januar 2002                       |
| GEBURTSORT       | Uta, Provinz Cagliari                 |